# Dialetto mantovano
Il dialetto mantovano (dialét mantuàn o dialét mantfàn) è un dialetto di tipo gallo-italico della lingua emiliana con influssi lombardi; già Bernardino Biondelli, nell'opera Saggio sui dialetti gallo-italici del 1853, indicava il mantovano come un dialetto emiliano appartenente al sottogruppo ferrarese insieme al mirandolese e al ferrarese stesso.

## Storia
Il dialetto mantovano è nato dal latino volgare, innestatosi sulla lingua celtica parlata dai Galli popolanti allora la Pianura padana.

Come gli altri dialetti gallo-italici, nella storia ha subito diverse influenze, tra cui quella longobarda ed emiliana (lingua a sua volta gallo-italica, sotto i Canossa di Reggio Emilia). Oltre ad influenze più recenti, dovute alla dominazione austriaca.

È comunque da sottolineare la differenza fonetica e di pronuncia che differenzia questo dialetto dai dialetti di zone adiacenti. Caratteristica del dialetto mantovano sia parlato che scritto (a differenza dei dialetti emiliani), è la mancanza della lettera "z", sostituita con "s" (es.: calsét = calza) o con "sz" (suono espresso con la notazione "S maiuscola", es.: raSor = rasoio) che rendono la parlata più dolce. Nella maggior parte della provincia inoltre, risalta l'abbondanza di suoni come Ö e Ü, quasi assenti nei vicini dialetti emiliani, accentuando la differenza di pronuncia con questi ultimi.
Esempio:

Italiano: mi ha punto una zanzara.

Dialetto mantovano: a m'à pià / mosgà 'na sansàla.

## Zona di diffusione
La provincia di Mantova è divisa in quattro grossi gruppi dialettali: il dialetto mantovano puro (parlato a Mantova e nella fascia centrale della provincia, dove la parlata emiliana subisce l'influenza di elementi di transizione con il dialetto veronese ed il dialetto alto mantovano), il dialetto alto mantovano (di natura prevalentemente lombardo orientale ma con evidenti influssi del mantovano cittadino, parlato nell'Alto Mantovano, ossia la zona settentrionale della provincia di Mantova), il dialetto basso mantovano (di natura emiliana pura, di transizione con il ferrarese, il mirandolese ed il guastallese, parlato nella zona meridionale nell'Oltrepò mantovano), ed il casalasco-viadanese, dialetto che presenta vistose somiglianze con il parmigiano, tanto da essere, probabilmente, una sua variante; parlato nella zona di Viadana e Sabbioneta, in provincia di Mantova e in quella di Casalmaggiore, in Provincia di Cremona. Il livello di comprensione risulta discreto soprattutto tra la fascia mediana e meridionale, molto meno con il dialetto dell'alto mantovano, appartenente al gruppo dei dialetti lombardi, fino a raggiungere livelli di difficile comprensione reciproca tra abitanti agli estremi della provincia confinanti con Brescia e Ferrara/Modena.
Nei comuni del Basso Mantovano e dell'Oltrepò, si parla il dialetto basso mantovano, un dialetto mantovano fondamentalmente diverso e indiscutibilmente di tipo emiliano: nei comuni sul confine modenese (Poggio Rusco in primis) si può notare una lieve influenza della provincia vicina e un lieve rafforzamento dei tipici suoni chiusi "Ö" e "Ü". A Sermide e Felonica, il mantovano tende a scomparire in favore di una parlata più marcatamente ferrarese perdendo i suoi caratteristici suoni chiusi (Ö e Ü). Fa parte dell'area dialettale basso-mantovana anche quella della Bassa Reggiana (Guastalla, Luzzara e Reggiolo), con una parlata pressoché simile a quello della bassa mantovana.
Sempre nel Basso Mantovano, in prossimità delle province di Parma e Reggio Emilia, nelle zone di Viadana e Sabbioneta è parlato il casalasco-viadanese, dialetto di transizione tra il mantovano e il parmigiano. Nella parte settentrionale dell'Oglio-Po, nelle zone di Rivarolo Mantovano e Bozzolo il dialetto mantiene più vicinanza con il dialetto mantovano.
Vicino al confine veronese (Castel d'Ario, Villimpenta, Roverbella) è percepibile la commistione col dialetto veronese (Ponti sul Mincio, Monzambano, Roverbella, Castelbelforte, Casteldario ecc.). Abbastanza evidente è l'influenza del dialetto ferrarese sui comuni confinanti con tale provincia.
Il dialetto mantovano non è invece parlato nella fascia che comprende i comuni posti nell'Alto Mantovano. I più importanti sono Asola, Castel Goffredo, Castiglione delle Stiviere, nei quali si parla il dialetto alto mantovano, fortemente influenzato dal vernacolo bresciano e, nelle zone orientali, per esempio a Monzambano, anche dal vernacolo veronese. A Ponti sul Mincio, il comune mantovano più a nord della provincia e confinante con Peschiera del Garda, viene solo parlato il dialetto veronese. Per ovvi motivi geografici, il dialetto parlato a Castiglione delle Stiviere è fortemente vicino al bresciano.

## Particolarità e grammatica
Sono proprietà del dialetto mantovano, rispetto alle voci corrispondenti italiane:
- apocope delle vocali, eccetto "a", comune a gran parte delle altre parlate gallo-italiche (es.: far e dir per fare e dire) e, in alcuni casi, anche quelle intermedie (es.: nisün e semnar per nessuno e seminare);
- esito del latino "scl" (italiano "schi") o di parole dallo stesso nesso consonantico, ma ad esso allogene in origine, in "s'ci" (es.: s'ciopp per "schioppo");
- mutamento delle consonanti occlusive da sorde a sonore, come "t" alla sonora "d" (es.: didal per "ditale"), "p" con "b"' (es.: banca per "panca"), "c" e "g" con "s"' (es.: sisòra e snòćć per "cesoia" e "ginocchio").
- assenza del suono [t͡s] (sostituita dal suono della "s" dura) e quasi mai la "v" (sostituita da un suono simile alla "u")

Il dialetto mantovano, a differenza della lingua italiana, utilizza il
pronome clitico soggetto affiancato al pronome personale soggetto. La terza persona singolare e la terza plurale, infatti, sono spesso omografe/omofone e il pronome clitico, sebbene non venga utilizzato primariamente per questo scopo, ma sia solo retaggio di substrato, permette di distinguerle. Ad esempio:
Verbo "essere"
Mi (soggetto) a són
Ti at (spesso abbreviato in t) sè
Lü al (spesso abbreviato in l) è
Le la (sempre abbreviato in l) è
Nuàntar a sóm / sém / séma
Vüàltar a sié
Lór i è
Verbo "avere"
Mi a gò
Ti at (spesso abbreviato in t) ghè
Lü al (spesso abbreviato in l) gà
Lé la gà
Nuatar a góm / ghém / ghéma
Vüàltar a ghi
Lór i gà
Es.1: Vèt? (domanda) Và! (ordine)
Es.2: Gnif? (domanda) Gnì! (ordine)
Es.2: Végni?=vengono? (domanda) Digh ch'i végna=di' loro di venire (ordine)
I verbi in mantovano non seguono una regola precisa di coniugazione, come spiegato di seguito.
| Voce verbale in italiano | Voce verbale in mantovano | Presente e Imperfetto |
| ------------------------ | ------------------------- | --- |
| ESSERE                   | ÈSSAR                     | Mi a són \| Mi a séri Ti at sè \| Ti at séri Lü al è \| Lü al éra Le la è \| Le la éra Nuantar a siom \| Nuantar a sérum Vüaltar a si \| Vüaltar a séru Lór i è \| Lór i éra                           |
| AVERE                    | 'VËRGH                    | Mi a gò \| Mi a gheui / a ghéf Ti at ghè \| Ti at ghéui Lü al gà \| Lü al ghéa Le la gà \| Le la ghéa Nuantar a ghém \| Nuantar a ghéam / ghéum Vüaltar a ghì \| Vüaltar a ghéo Lór i gà \| Lór i ghéa |
| VENIRE                   | VEGNAR                    | Mi a végni \| Mi a gnéi Ti at végni \| Ti at gnéi Lü al végn \| Lü al gnéa Le la végn \| Le la gnéa Nuantar a gnema \| Nuantar a gnéum Vüaltar a gnì \| Vüaltar a gnéu Lór i végn \| Lór i gnéa        |
| ANDARE                   | 'NDAR                     | Mi a vaghi \| Mi a 'ndai Ti at vè \| Ti t' andai Lü al và \| Lü l' andaa Le la và \| Le la 'ndaa Nuantar a 'ndema \| Nuantar a 'ndàum Vüaltar a 'ndè \| Vüaltar a 'ndàu Lór i và \| Lór i 'ndaa        |
| STARE                    | STAR                      | Mi a staghi \| Mi a stawi Ti ta 'stè \| Ti ta stawi Lü al stà \| Lü al stawa Le la stà \| Le la stawa Nuantar a stema \| Nuantar a stàum Vüaltar a stè \| Vüaltar a stàu Lór i stà \| Lór i stawa      |

Come si può notare, tra il soggetto e il verbo è presente un'ulteriore parola (a, at, al, la, a, a, i). Contrariamente al soggetto, queste "particelle" non possono essere sottintese, quindi potrebbero essere un secondo soggetto per non far confondere le persone di cui si sta parlando, o una parte iniziale del verbo uguale in tutti i casi.
I participi passati dei verbi riportati sono:
Èssar = stà
'Vergh = avì / awü
Vegnar = gni / gnest / gnü
Andar = andá
Restar = restá
Il dialetto mantovano è ricco di abbreviazioni che talvolta non fanno capire bene il numero di parole contenute in una frase.
Con il seguente esempio si può capire l'uso delle abbreviazioni e un'altra particolarità del dialetto mantovano: l'uso della parola "'dré" (dietro) prima di un verbo all'infinito.
Es.: A ghè un pütlét ch' l'è 'dré ciocàr la só testa còntra al mür.
Letteralmente la frase si traduce:"C'è un ragazzino che sta sbattendo la testa contro il muro".
Come si può notare, la parola 'dré seguita da un verbo all'infinito indica un'azione che si sta compiendo, che è già iniziata ma non ancora finita.
Qui si sente chiara l'influenza dell'espressione francese "être en train de" (pronuncia [ɛtʀ ɑ̃ tʀɛ̃ də) che indica l'azione che si sta svolgendo.
Per quanto riguarda le abbreviazioni, la parte di frase "Ca al è" viene abbreviata fino a ottenere un suono riconducibile ad una sola parola (clè).
Gli articoli in italiano sono meno numerosi che in mantovano.
| Italiano | Dialetto mantovano |
| -------- | ------------------ |
| Il/Lo    | Al                 |
| La       | La                 |
| I/Gli    | I                  |
| Le       | Le/Li              |
| L'       | L'                 |

| Italiano | Dialetto mantovano |
| -------- | ------------------ |
| Un/Uno   | Ün/An              |
| Una      | Nà/Üna             |
| Un'      | N'                 |

## Vocabolario di base
Di seguito sono riportati i numeri, i mesi e i periodi della giornata e dell'anno in mantovano.

### Numeri
I nǜmar
1. Uno = Ün
2. Due = Dü (maschile) / Dò (femminile)
3. Tre = Trì
4. Quattro = Quàtar
5. Cinque = Sinch
6. Sei = Sié
7. Sette = Sèt
8. Otto = Òt
9. Nove = Nöf (pronuncia molto simile al francese "neuf")
10. Dieci = Diés
11. Undici = Ündas (più usato), Öndas (meno usato)
12. Dodici = Dòdas
13. Tredici = Trèdas
14. Quattordici = Quatòrdas / Catòrdas
15. Quindici = Quìndas / Chìndas
16. Sedici = Sèdas
17. Diciassette = Darsèt
18. Diciotto = Disdòt / Darsdòt
19. Diciannove = Disnöf
20. Venti = Vint / Uint
21. Ventuno = Vintün / Uintün
22. Ventidue = Vintidü / Uintidü
23. Ventitré = Vintitrì / Uintitrì

...
- Trenta = Trénta
- Quaranta = Quarànta
- Cinquanta = Sinquànta
- Sessanta = Sesànta / "Assànta"
- Settanta = S'tànta
- Ottanta = Utànta
- Novanta = Nuanta
- Cento = Sént
- Mille = Mila
- Un milione = An milión
- Un miliardo = An miliard

Una quantità incommensurabile = 'Na scónsübia; 'na marea; 'na mücia
Per i numeri dall'11 al 16 esistono anche delle forme abbreviate, se si deve per esempio indicare l'età. In questi casi, come
solo in pochi altri, è possibile pronunciare la [d͡z] in mantovano:
- Ündas → Ünz
- Dódas → Dódz
- Trèdas → Trèdz
- Quatòrdas → Quatòrz
- Quìndas → Quìndz
- Sèdas → Sèdz

### I mesi
I més
- Gennaio = SNÈR
- Febbraio = FAVRÈR
- Marzo = MARS
- Aprile = AVRÍL
- Maggio = MAÐĆ
- Giugno = GIÜGN
- Luglio = LÜI
- Agosto =  AGÓST
- Settembre = SETÉMBAR
- Ottobre = UTÓBAR
- Novembre = NUÉMBAR
- Dicembre = DISÉMBAR

### La giornata
Le part ad la giornàda
- ALBA = ALBA
- MATTINO = MATÍNA
- MEZZOGIORNO = MESDÍ / MESDE'
- PRIMO POMERIGGIO = BASSÒRA o anche PASÁDISNÁ
- POMERIGGIO = DOPDISNÁ (letteralmente "dopo aver pranzato"), ma anche PASÁMESDÍ (dopo il mezzogiorno)
- TRAMONTO = TRAMÓNT, o SOTSERA / SOTSÍRA
- SERA = SERA / SÍRA
- NOTTE = NOT
- SECONDO = SECÒND
- MINUTO = MINÜT
- UN QUARTO D'ORA = 'N QUART D'ÒRA
- MEZZ'ORA = MES'ÒRA
- ORA = ÓRA
- GIORNO/GIORNI = SÓRN / SZÓRAN
- SETTIMANA = S'TMÁNA / SMÁNA
- MESE = MES
- ANNO = AN
- LUSTRO = SINCH AN
- DECENNIO = DIES AN
- SECOLO = SÈCOL / SÈCUL
- MILLENNIO = MILA AN, MILÈNIU (meno usato)

### Forma negativa
La forma negativa in mantovano è molto simile a quella del francese. Infatti, in francese si usano le parole "ne" e "pas", mentre in mantovano si usano "an" e "mia"
Es.: Non ho soldi = (Mi) an go mia bèsi
Talvolta mia è sostituito da minga, ma la costruzione della negativa resta identica

### Antroponimi
In mantovano anche la pronuncia di molti nomi cambia leggermente rispetto all'italiano. Di seguito sono elencati i 25 nomi maschili più diffusi in Italia con a fianco la loro pronuncia in mantovano.
Non vengono citati i nomi femminili perché la loro pronuncia in mantovano è praticamente uguale a quella italiana, con il solo cambiamento di non pronunciare la doppia (fa eccezione il nome Eleonora, che in mantovano diviene "Leunòra").
Maschili
1. Andrea → Andrèa
2. Luca → Lüca
3. Marco → Màrcu
4. Francesco → Francéscu
5. Matteo → Matéu
6. Alessandro → Lissàndar / Alésàndru
7. Davide → Dàuide
8. Simone → Simón / Simóne
9. Federico → Federìco / Federìcu
10. Lorenzo → Loréns / Lurénsu
11. Mattia → Matìa
12. Stefano → Stèfano / Stéwan
13. Giuseppe → Giüsèpe / Gèpe
14. Riccardo → Ricàrdu
15. Daniele → Danièle / Daniéle
16. Michele → Michél
17. Alessio → Alèsiu
18. Antonio → Antòniu / Antòni
19. Giovanni → Giuàn / Giuàni
20. Nicola → Nicòla
21. Gabriele → Gabriéle
22. Fabio → Fàbiu
23. Alberto → Albèrtu
24. Giacomo → Giàcum
25. Giulio → Giülio

### Piccolo dizionario mantovano-italiano
398 parole
- Ad sorvìa / Ad survìa: sopra, di sopra.
- Admàn: domani.
- Acmè / Admè: come (solo con uso di comparativo, negli altri usi si traduce con "Cùme").
- Adménga: domenica (Basso mant.)
- Aiér: ieri.
- Albi: abbeveratoio
- Arlòi: orologio.
- Armèla: nòcciolo
- Armìla / Mugnàga: albicocca.
- Ársan: argine.
- Arsoràr / assoràr: raffreddare/arsi
- Articiòcch: carciofo
- Asan / Asino
- Assè: abbastanza.
- Asiœul / Vrespa: vespa.
- Ava: ape
- Asiulèr: alveare.
- Pütlét / Bagaét: ragazzino.
- Bagài: cosa (in senso concreto); "cosa" nelle frasi interrogative si dice "cusa" o "cùa"
- Barbér: barbiere
- Bariöla: berretta, cuffia
- Baròssa: rimorchio a due ruote
- Bartagnin: stoccafisso.
- Becanòt: beccaccino
- Bèch: verme.
- Bechèr: macellaio
- B'lét: belletto (principalmente: rossetto)
- Bénola: donnola
- Bèsi: soldi.
- Biastmàr / Smadunàr: bestemmiare.
- Bìgoi / Bigüi: spaghetti (es.: "far i bìgui cun al tòrč: fare gli spaghetti col torchio, ossia a mano)
- Bigòla: detto di cosa lunga e sottile
- Biólch: bifolco
- Bö: bue.
- Bójar: bollire
- Bofàr / Bufàr: avere il fiatone, sbuffare, ansimare.
- Bófa: soffio; cannello bruciatore a gas
- Bógna: livido, bernoccolo.
- BranSin: branzino (pesce persico trota). La "S" maiuscola sta per il suono "sz" come ad es. in "rasoio"
- Brógna: prugna.
- Bröar / bróar: scottare (es,: "al bröi, l'è sbroént!" = Scotta!)
- Büdlón: pancione, obeso o persona grassa e impacciata nei movimenti.
- Bǘgada: il bucato
- Bǘgandera: lavandaia
- Burdèl: forte rumore, confusione, bordello
- Busàr: curiosare.
- Büsèr: becchino
- Busìa: bugia
- Cadéna: catena
- Cadnàs: catenaccio
- Cavàr (Basso Mn)/Caàr (Alto Mn): togliere (anche in senso figurato), riuscire a (es.: "Agh l'ho cavàda/caàda" = Ce l'ho fatta).
- Catàr: trovare (es.: 'ndù 'l èt catà? = dove l'hai trovato?)
- Catàr sü: raccogliere (es.: O' catà 'n èuro par tèra e 'l ò catà sü = Ho trovato un euro per terra e l'ho raccolto).
- Càgna: cagna; (anche: chiave serratubi regolabile)
- Cagnèra: cagnara, vociare (es.: senti che cagnèra ch'i è dré far = senti che rumore stanno facendo).
- Caldarìn: bacinella, bacile
- Calsetòn / Castón: calzettone
- Calsìna: calce
- Càncar: cancro; oggetto inutile; cattivo arnese; maledizione; persona sgradevole o astuta
- Canèl: pomo d'Adamo. Anche: randello
- Canèl: (es.: A sém andà a tüt canèl in mòto = Siamo andati a tutto gas in moto)
- Canèla: mattarello
- Caplàs: ninfea; fior di loto
- Cariöla / caréta: carriola
- Castròn: cicatrice marcata, rammendo grossolano.
- Cassét: cassetto
- Casöla: cazzuola
- Caǘćć: cavicchio
- Caucèla: caviglia
- Càul: cavolo.
- Cavàr Só (Basso Mn)/Caàr Só (Alto Mn): spogliare
- Cavdàgna / CarSada: carreggiata, sentiero di campagna
- Chéch / Cülatón: omosessuale (lett.: checca).
- Chilé: questa donna, costei (es.: "ma chi èla chilé?": ma questa, chi è?)
- Chilü: quest'uomo, costui (es.: "e chilü, chi èl?": chi è costui?)
- Ciacolàr / Ciacaràr / Bagolàr: chiacchierare (es.: Lassè lì da ciacaràr! = finitela di chiacchierare).
- Ciapàr: prendere, acchiappare (es.: Ciàpal!=Prendilo!)
- Ciàpara, ciaparìn: nastro, mostrina
- Ciàv: chiave.
- Cicìn: pulcino
- Cimént: cemento; calcestruzzo
- Ciò / ció: chiodo
- Ciòch: incidente stradale, rumore breve e molto forte. (es1.: Aiér a ghè 'stà 'n ciòch in s'là statàle = Ieri c'è stato un incidente sulla statale. es2.: intant ca tempestàa as sentéa di gran ciòch in sal vèdar 'dla màchina = Mentre grandinava si sentivano forti rumori sul parabrezza della macchina.).
- Ciǘca / Bàla: sbronza.
- Ciucàr: battere, percuotere, far rumore. (es.: Làsat mìa lì 'd ciucàr cun cal bagài? = Vuoi finirla di far rumore con quell'oggetto?); anche: picchiare (es.: sa 't parli ancóra at ciòchi = se parli ancora ti picchio).
- Clànfar / Cassòt / Gnòch / Cròc / Mèsa: pugno/i, cazzotto/i
- Cò: estremità, capo (testa).
- Cöch - Cöga: cuoco, cuoca
- Cópp: tegola, tegole
- Còrach: contenitore dei pulcini
- Cöra: fango, argilla bagnata
- Còran: corno, corna
- Córnét / Curnét: fagiolini
- Crepacör: crepacuore, infarto
- Crivèl / Sdàss: setaccio.
- Crusàl: incrocio stradale, crocevia.
- Cudgùn: sfaticato, ozioso. Da códga = cotica.
- Cucài: Tappo
- Cücèr: cucchiaio.
- Cüciàr: spingere una persona o un animale (diverso da "pintàr", che indica spingere un oggetto).
- Curgnöl: coniglio.
- Cüròt: isolotto galleggiante tipico dei laghi di Mantova
- Dar Sò: picchiare (Basso Mant.)(es.: sa 't parli incóra at dagh Sò = se parli ancora ti picchio).
- Disgnalà: persona sveglia (lett.: "che ha già abbandonato il nido")
- Dislatàr /Daslatàr: svezzare. Anche: disilludere.
- Disfiàr / Dasfiàr: sgonfiare.
- Distacàr / Daspicàr: staccare.
- Disquaciàr / Dasquaciàr: scoprire (nel senso di "non coprire". Catàr = scoprire nel senso di "trovare". Es.: "Colombo l'ha catà l'Amèrica")
- Disgrupàr / Dasgrupàr: sbrogliare, slacciare. (es.: disgròpam par pasér al gamisèl, che mì n'agh védi mìa = sbrogliami il gomitolo per favore, che non ho la vista buona)
- Dé / Dì: dito.
- Dimóndi: molto (confini col Reggiano)
- Dismisiàr: svegliare.
- Disnàr: pranzare.
- Dopdisnà: primo pomeriggio.
- Druàr: usare.
- Dumènica / Adménga: domenica
- Éra: aia, cortile agricolo.
- Érpach / rèpach: erpice
- Fàda / ròsp: rospo comune
- Fadón: (in senso dispregiativo), persona non bella, molto grassa e impacciata nei movimenti
- Farlétt: nella vanga, il poggiapiede.
- Fartàda: frittata
- Fènac: centesimo, ma anche centimetro (dall'austriaco 'pfennig' vecchia moneta germanica equivalente a un centesimo del marco)
- F'nìl: fienile
- Févra: febbre.
- Fiap, fiach: fiacco, sgonfio.
- Ficón: palo piantato in terra (es.: A son stà ala féra ad Gonzàga / gh'era 'na vàca ligàda an ficón / che dale mósche l'éra tediada / dai 'na pessàda in dal cül al padrón = Sono stato alla fiera di Gonzaga / c'era una vacca legata a un palo / che dalle mosche era disturbata / ecco che dà un calcio nel sedere al padrone).
- Filfèr: fil di ferro
- Mógna / Fìfa / paüra: paura
- Fiòru: fortuna, fattore "C" (Basso Mant.)(es.: La briscula l'è un zögh 'ndu bò véragh dal fiòru = La briscola è un gioco dove bisogna avere fortuna).
- Fòla: favola; bugia (es.: stà mia cuntàr d'li fòli, ca són mia nad aier = non raccontar balle, che non sono nato ieri)
- Fòrbas: forbici.
- Fos: fosso
- Frèr: fabbro ferraio
- Fughìss: che prende facilmente fuoco; anche detto di persona dal carattere sanguigno (es.: Stà mia stigàral /stal mia stigàr, ch'l'è pran fughiss = non stuzzicarlo, che si scalda facilmente, è molto suscettibile)
- Fugulèr: focolare
- Furmài: formaggio
- Fursìna: forchetta.
- Füsìl / S'ciòp: fucile
- Gabàna / Gòba: gobba
- Galetìne: arachidi
- Garàtola: frutto del carrubo, (o ragazza smorfiosa, Basso Mant.)
- Gatèra: confusione (vedi "Cagnèra").
- Gatàs: gattaccio
- Gèra: ghiaia.
- Ghignèr: fotografo
- Ghinghe: mammelle, tette (specialmente di animali)
- Ghinentràr: avere a che fare con (es.: Cóa ghintra cun quél c' a sém dré dir? = Cosa c'entra con quello che stiamo dicendo?).
- Giàn : vigile o poliziotto (es. Scapéma, lè dré riàr al giàn = scappiamo, sta arrivando il vigile).
- Giarèla / giarlìn: sassolino.
- Giarón: sasso
- Gili : il giardino di piazza Virgiliana.
- Gipón (neologismo): automobile da fuoristrada
- Gnàl: nido
- Granèr: granaio, (per estens.: soffitta)
- Granèra: ramazza, scopa a setole dure o rametti
- Gratón / scopàsa / scupasón / Mèsa: forte sberla data sulla nuca (invece: gaza / toschìn: sberla sulla nuca, ma più leggera)
- Grépole: ciccioli (residuo carnoso delle parti grasse del maiale, ottime con la polenta)
- Gröli: cornacchie
- Gróp: nodo.
- Gugiöl / Gugét (Basso mant.): maiale
- Gugiòt: lattonzolo (cucciolo del maiale).
- Gumbét: gomito.
- I asbànd: gli elementi della batteria strumento musicale (deriva dalla scritta "jazz band" che spesso vi si trovava scritta)
- Impisàr: accendere.
- Incòst: (Basso mant.) contro (in senso fisico, come "sbattere contro", in senso figurato diventa "cóntra").
- Ingügnir: deglutire, "mandar giù" in senso dispregiativo
- Ingusôs: vomitevole, schifoso (dal verbo "Far ingôssa", cioè "fare schifo", "fare vomitare").
- Insulàr - Ssulàr: allacciare.
- Incö: oggi.
- Infiàr: gonfiare.
- Infià: presuntuoso, "pallone gonfiato"
- Ingropàr: annodare.
- Léur / léura: lepre.
- Lalé: quella donna, quella là (es.: "ma chi èla lalé?": ma quella là, chi è?)
- Lalü: quell'uomo, quello là (es.: "e lalü, chi èl?": e quello là, chi è?)
- Lilé: questa donna, lei (es.: "ma chi èla lilé?": ma quella, chi è?)
- Lilü: quest'uomo, lui (es.: "e lilü, chi èl?": e quello, chi è?)
- Laséna: ascella.
- Lingüria/Angüria: anguria
- Liròn: contrabbasso; anche: persona petulante e noiosa
- Lorét: imbuto
- Lòt: zolla di terra (es.: "d'invèran, col szél, al lòt al fiurìs: d'inverno, col gelo, le zolle si sbriciolano)
- Lòf: lupo.
- Lucòt: allocco; detto anche di persona ingenua o stolta
- Lünàri: Calendario. Detto anche di persona difficile, "che fa tante storie"
- Logàr/ Scòndar: occultare, nascondere.
- Lügar: Ramarro o grande lucertola (presente come bestia fantastica nella credenza Poggese)
- Lvàr sü: sollevare.
- Macéta: macchietta, detto di persona simpatica e buffa; anche usato per formare la più famosa delle espressioni di stupore in (Basso) mantovano: "Uàca macéta!".
- Magòn: magone, cosa pesante, preoccupante, ingombrante, impegnativa
- Manéta: manetta, nel senso di acceleratore (es.: A séma 'ndàde a tüta manéta in slà süperstràda = siamo andate a tutta velocità sulla superstrada).
- Manóàl / man'vàl: manovale
- Mansarìna / (scóa: Alto Mant.): scopa.
- Maraèla - Marawèla: materia grigia, cervello inteso come intelligenza.
- Marangón: falegname
- Màsna: gruppo di persone, categoria di persone, razza di persone (es.: Seconda mi i mafiós i è 'na brüta màsna = Secondo me i mafiosi sono una brutta categoria).
- M'lón: melone
- M'lóna: altro modo per dire testa (Basso mant.)
- Mocìn: mozzicone (di sigaretta)
- Mógna: paura (Basso mant.)(esiste anche il termine "paüra").
- Mòi: bagnato (es.: Mòi 'ngà = bagnato fradicio).
- Mojàna: mollica di pane (es.: màgna anca la mojàna, mia sól la grósta! = mangia anche la mollica, non solo la crosta)
- Morgnón / filón: tipo furbo e "con le mani in pasta" ma senza darlo a vedere
- Muciòt: mozzicone
- Mǘcia: mucchio.
- Müradór: muratore
- Müs: muso
- Müss: mulo; anche detto di persona che non riesce in qualcosa.
- 'Na crìa: poco, un po'.
- Naràns / Purtügàl: arancia / tarocco
- Nèdar: anatra
- Nisün / Gninsün (Basso mantovano): nessuno (qualcuno = an qual d'ün)
- Nódàr / nudàr: nuotare
- Nós: noce
- Nóssöla / nissöla: nocciola
- Och /ocòn / ilu (Basso mant.): oca
- Őf: uovo
- Oiu / oli: olio
- Ơpi: acero campestre
- Ơra: ombra. (es.: "métar al pòrc al'òra", come anche "tacàr via al capèl": raggiungere la sicurezza economica; sposare una persona economicamente solida).
- Ortolàn/ Urtulàn / Frütaröl: fruttivendolo
- Pàja: paglia (anche: sigaretta. es.: dai, dammi una sigaretta, che poi te la renderò "dai, slòngam 'na pàja, che dopo t'la dàghi indré)
- Paiàs: pagliaccio
- Paièr: pagliaio
- Palanchin: leva, piede di porco.
- Passacör: pisolino (anche "sunìn")
- Passadmàn: dopodomani
- Patùna : castagnaccio.
- Pé: piede.
- Pednadòra: parrucchiera
- Pégar / Tonàna / Slanà: pigro, "senza spina dorsale"
- Pèrsag / Pèrsach: pesca (frutto).
- Persémul / parsémul / pertsémm: prezzemolo
- Pés: pesante (es.: "Và pian a l'var al sistón, l'è pran pés. L'è pin Sep ad pés!" = và piano a sollevare la cesta, è molto pesante. È piena zeppa di pesce)
- Pèsgàt: pesce gatto
- Pèss: pesce
- Piafœugh / Butafœugh: lucciola
- Picolìn: un bicchiere di vino; anche "lucòt" (confini col Reggiano)
- Pigòss: picchio. (es.: "At ghè 'na testa, ca la bèca gnanca al pigòss!" modo di dire per "sei un testone, una testa dura, non vuoi capire", ecc).
- Pintàr: spingere un oggetto (diverso da "cüciàr", che indica spingere una persona o animale).
- Pignàta: pentola (confini col reggiano: anche "ramìna")
- Piò: aratro (dimin.: piudìn)
- Piöa: pioggia. "A piöf" = piove; (Piövi: Alto mant.) "È piuì = ha piovuto; Ha piuèst = ha piovuto (-Basso Mant.)
- Piöćć: pidocchio.
- Pión: puntura d'insetto
- Piòpa: pioppo
- Piröl: perno
- Pirulìn: pernetto, oppure tappino (es.: al pirulìn d'la camera d'aria = il tappino della camera d'aria)
- Pisincül: detto di persona gretta e pignola
- Pit / Pitón: tacchino; asso di denari nelle carte da briscola.
- Pitóna - Pìta: faraona.
- Pitonàr: perdere del tempo, impiegare più tempo del previsto, bagolare, fare cose inutili, toccare, infastidire.
- Póm: mela
- Pónga: grosso ratto.
- Pont: punto
- Pónt: ponte
- Pràn: molto.
- Préda: grossa pietra
- Préssia: fretta.
- Pròpia: proprio. (es.: l'è pròpia véra = è proprio vero)
- Pulàstar: pollo.
- Punsàr - Ponsàr: riposare.
- Puntüra: iniezione
- Pütìn /a: bambino /a
- Pütlét /a: ragazzino /a
- Pütèl /a: giovanotto /signorina
- Rapàras sü / Rampàr: arrampicarsi
- Ramparina: pioppo cipressino
- Ramada: rete metallica
- Rasdór: (meno comune): reggente, capo (di casa)
- Rasdóra: (più comune): la reggente (della casa, specialmente nel senso di "cuoca")
- RaSór: rasoio
- Rbasàr: vedi "sbasàr"
- Reuplan / riuplan: aereo
- Ridaròla: risata prolungata e particolarmente di gusto
- Rigèt: vomito
- Rìgola: bicicletta
- Rigolàr: scivolare in basso; precipitare
- Risèra: risaia
- Riultèla: rivoltella, pistola
- Róar: rovere
- Röda: ruota
- Röwia - Rüwiot - Rüwion: piselli.
- Rümàr: rovistare, frugare e, più propriamente, il grufolare del maiale.
- Rüsa: (Basso mant.: rumore meccanico forte e prolungato -diverso da "gatèra" e "cagnèra", che indicano rumore prodotto dalle persone. Es: Am son squaià quand c'o sintü la rüsa 'd cal tratór = Mi sono spaventato quando ho sentito il rumore di quel trattore)
- Sal: sale (anche usato al femminile: "la sal = il sale")
- Sàlas: salice
- Santìn: immaginetta sacra
- Sbandàr / vèrsar in bànd: spalancare
- Sgnaulàr: miagolare
- Sàld: giallo.
- Salgàda: marciapiede, selciato.
- Sbrègaverze: persona trasandata e di modi bruschi.
- Seràr / saràr: chiudere.
- Salàta: insalata
- Sariulin: piccola candela, usata anche per pregare (Basso man.)
- Sarnìr: scegliere.
- Sanéta: bastone che gli anziani o gli indebilitati usano per reggersi durante la camminata (Basso mant.)
- Sintüra, santürèl: cintura
- Sbandà / stramnà: persona senza autocontrollo, matto da legare, persona imprevedibile
- Sbasàr: abbassare.
- Sbarsgnìn: birichino, gianburrasca (Basso mant.)
- Sblisiar / Sbrisiàr: scivolare, sciare
- Sbrisulóna: (lett.:sbriciolona). Nome di un tipico dolce mantovano che ha la caratteristica di essere molto friabile.
- Sbrovént /broént: bollente. Es.: "pèta a bévar al cafè, lasa c'al s'arsòra, lè 'ncóra buiént" aspetta a bere il caffè, è ancora bollente
- Sbüs: bucato.
- Scanlàr - Canelàr: andare pesante, andare al massimo (da "bastonare").
- Scanslàr: cancellare.
- Scavsàr: spezzare.
- S'cèr: secchiaio
- Schèi: soldi (contaminazione dal Veneto).
- Schìda / schìdna: scheggia, schizzo.
- S'ciancàr: spezzare
- S'cianclìn: una piccola parte staccata da un grappolo (es.: "vöt an s'cianclìn d'üa?" vuoi un grappolino d'uva?)
- S'ciancol : Lippa oggetto di gioco fatto di legno durissimo. Modo di dire("at sé dür acmè 'n s'ciancol" = sei duro di comprendonio come una lippa).
- S'ciànsa - S'ciansìn: piccolo pezzo di legno usato per accendere il fuoco (Basso Mant.)
- S'ciantìn: poco, una piccola quantità
- S'ciavìn: straccio, strofinaccio
- S'ćiupón: infarto.
- S'ciuptàda: scoppio.
- S'cudmài: soprannome
- Scràgna : sedia.
- Scurésa: peto; lancio particolarmente debole di un oggetto.
- Sèlar: sedano.
- Séćć: secchio.
- Sérć: cerchio.
- Serción - Sarción: cerchione.
- Séul: cefalo.
- Sfrémbula: vedi "Svarslàda" (Basso mant.)
- Sfrónsa: fionda.
- Sgabàs / sgabàsa: detto di "donna poco avvenente"
- Sgabèl: sgabello; anche detto di "donna piuttosto bassina"
- Sgorlòt - Sgurlòt: piccola quantità di liquido versato (ad es.: sgorlòt ad vin).
- Sgrafón / Sgranfgnón: graffio.
- Sguàsa: rugiada.
- Siàlpa: sciarpa.
- Sifulàr: fischiare; fischiettare
- Sigàgn: zingaro.
- Sigàr: gridare (si può dire anche "cridàr"), piangere (si può dire anche "piànsar").
- Sìngia: cintura.
- Sivéta: civetta
- Slavacìna / Slavasìna: nausea
- Sliciàr: scivolare (es.: l'ha pistà 'na sgüssa ad banana e lè slicià = ha pestato una buccia di banana ed è scivolato)
- Smàlta / Smèrda: fango, fanghiglia
- Smasnà: persona senza autocontrollo, matto da legare, persona imprevedibile (Basso mant.).
- Smursàr : spegnere.
- Snaròcia / Michéla : secrezione nasale, muco
- Snòćć: ginocchio.
- Solfanèl / Solfarìn: fiammifero, zolfanello.
- Sonìn / Sunìn: pisolino
- Sóragh -Sorach - Surghìn: topo - topolino.
- Sòca: gonna o anche zocca, moncone collegato alle radici di un albero tagliato
- Söra / sör: suora
- Spulvrìna: scopa a setole morbide, spolverina
- Spós / spus: sposo; o anche: libellula.
- Spouantì: spaventato, iperattivo, nevrotico (da spouantìr = spaventare).
- Spüsa: puzza, cattivo odore
- Squài: spavento.
- Squaiàr: spaventare.
- Stìsa: stizza, risentimento (ma anche: sigaretta)
- Stramass: materasso (da "stram" = strame, lettiera del bestiame
- Strapgàr: trascinare, strattonare (es.: Strapéga cal bagài lì c'lè trop pés par ti = Trascina quell'oggetto che è troppo pesante per te).
- Strabücàr: inciampare.
- Stramnà / stramnà: disordinato, sparso.
- Stramnàr: mettere in disordine, spargere.
- Stranüdìr /strangosàr: starnutire
- Strinàr: bruciare; anche (recente): stracciare qualcuno o qualcosa in velocità.
- Strusàr / Strósàr: strozzare; anche, nel gioco della briscola, vincere la mano calando un asso o un tre.
- Strüsiàr: sprecare.
- Stòs / Stüs: rumore forte e di breve durata (es.: Senti s' i stòssa /stüssa là 'd survìa = Senti che rumore fanno lassù).
- Sǘca: zucca; anche "testa".
- Sìmia / sǘmia: scimmia
- Snèrs: contrattura muscolare; "colpo della strega"
- Stortcòl: torcicollo
- Svarsèl: randello, bastone, spranga; per estens.: oggetto atto a colpire con violenza
- Svarslàda: bastonata (es1: A gh'ò dat 'na svarslàda a lalü, cà gh'ò fat pran mal = Gli ho dato una tale botta, a quello, che gli ho fatto molto male. es2: O ciapà 'na svarslàda incost al spigul ad la cardénsa = Ho preso una botta contro lo spigolo della credenza).
- Svèrgul / Dasvèrgul: storto.
- Tabachìn: tabaccaio
- Tacón / Pión / Becón: morso o puntura di insetto.
- Tauanàr (Basso mant.): perdere del tempo, impiegare più tempo del previsto, bagolare, fare cose inutili.
- Téč : tetto.
- Téga: forte colpo.
- Tégia: pentola (anche: Pignàta).
- Ténar / téndar: tenero.
- Terón: meridionale, abitante del sud Italia, terrone (non esiste un termine diverso da quello citato per essere più offensivi).
- Tgnìs: molle/gommoso; (riferito ad un cibo dalla consistenza poco invitante); tenace
- Tiràche: bretelle
- Tòch: pezzo.
- Tör: prendere.
- Tràmpan / Càncar : oggetto inutile e voluminoso, cianfrusaglia, ferro vecchio.
- Trìgol: castagna d'acqua
- Trolàr / trulàr: trascinare; (per estens.: investire qualcuno con un qualsiasi veicolo).
- Trunàr - Trónàr: tuonare; emettere peti particolarmente forti.
- Uciài: occhiali.
- Uèra - Vèra: scrofa.
- Ürét: imbuto (Basso mant.).
- Uspedàl / Ussdàl: ospedale.
- Üsta: occhio, misura, approssimazione, cognizione, attenzione. Dal latino juxta = presso (es.: At 'n ghè mia üsta = Non hai misura, hai esagerato, sei esagerato, non hai fatto attenzione).
- Vünì: unito (è una delle pochissime parole dove il suono "v" si sente).
- Vèrsar - UèrSar: aprire.
- Védar / Iédar: vetro.
- Vus: voce
- Và dàr via i ciàp : universale
- Sögh: gioco.
- Sòf: giogo
- GSontàr: aggiungere (es.: A gò da gsontàragh 'na crìa da sal = Devo aggiungerci un po' di sale).
- Sügadór da fótbal / da calciu: calciatore.

(le ultime 4 parole hanno una s simile al suono della "z")

## Testi

### Detti e proverbi popolari
- At ghè la marawèla sbüsa (lett.: Hai la materia grigia bucata) = sei un ignorante.
- Cüm a fémia a 'ndàr a mésa e a stàr a cà? A ciamém al prét in cà (lett.: come facciamo ad andare a messa e a stare a casa? Chiamiamo il prete a casa) = usato come per dire che non si possono fare due cose nello stesso momento se la soluzione non è a portata di mano.
- At ghè la spìnta 'd an bøf (lett.: hai la spinta di un bue) = sei esagerato (più o meno sinonimo di "At 'n ghè mia üsta").
- At sè trist admè 'l fréd (lett.: sei triste come il freddo): sei un incapace.
- At càti gnànc'al Signór 'nd 'l ort (lett.: non trovi neanche Gesù nell'orto (dei Getsemani)): non trovi mai niente!
- Ca 't gnìs 'n càncar (lett: che ti venisse un accidente): frase tipica dell'intercalare mantovano, usato in qualsiasi situazione, come per esprimere stupore ("Et vìst che bèla machina c'am son cumprà?" "Ca 't gnìs 'n càncar! 't al dig") o rabbia ("Ma cua tàiat la cürva, imbesìl, ca 't gnìs 'n càncar!"). Corrisponde grosso modo al "soccmel" del dialetto bolognese, al "belìn" del dialetto genovese, o al "mortacci tua" del dialetto romano.
- At sè fort ad me l'asé (lett.: sei forte come l'aceto) modo scherzoso per prendere in ridere il fatto che il soggetto della frase non abbia sufficiente forza (fisica) per compiere una determinata azione.
- Star da la banda dal furmantón (lett. stare dalla parte del granoturco)stare dalla parte giusta, stare sul sicuro
- Ad not li lasagni le par gnòcch! detto per sconsigliare dall'intraprendere lavori notturni, dato che ci si vede poco

### Proverbi
- Ch'as ciava l'avarésia: a màgnom 'n öv in trì e la balòta a la mìtom in dal sfòi admàn!
- Andàr in còlara l'è da òm, stàragh l'è da bèstia.
- Chi ia fa a 's dismèntga, e chi ricév sü a tègn a mènt.

### Il Padre Nostro in Mantovano
Pàdar nòstar, ch'at sè in ciél,

ch'al sìa santificà al tu nom,

ch'al vegna al tu règn,

ch'la végna fàta la tu volontà,

in ciél cóm in tèra.

Dàs incò al nòstar pan cutidiàn,

e armèt a nuàltar i nòstar débit,

isè com nuàltar li armètom ai nòstar debitùr.

E non indùras in tentasiòn,

ma réndas lìbar dal mal, amen.

### La parabola del Fioeu Trason
Ón òm al gh'avéva dü fiöi.

E 'l piü zóvan 'd lór l'ha dit a sò pàdar: "Papà, dam cla part de patrimòni che am tóca!" e lü al g'ha divìs la ròba.

E dòp pòchi gióran, mücià sü tüt, al fiöl piü zóvan l'è andà ind una tèra luntàna, e là l'ha strüsià la sò sustànsa, vivènd da lüsüriùs.

E dòp ch'l'ha 'vü cunsümà tüt, è gnü in quèl sit 'na gran carestìa, e lü stès l'ha prinsipià a vér de bizógn.

E l'è andà e 'l s'è mìs a servìr ón sitadìn de cla tèra, che 'l l'ha mandà ind la sò campàgna, perché cundüzès föra i pursèi.

E l'avrìa vulü impinìras la pànsa có le giànde che mangiàva i pòrch, ma nisün gh'an dàva.

Alùra, turnànd in lü stès, l'ha dit: "Quànti servitùr in càza 'd mè pàdar i g'ha del pan in abundànsa, e mì chì möri de fam!

Am farò spìrit e andarò da mè pàdar e agh dirò: "Papà, hò ofés al Signùr e tì;

zà 'n són dégn d'ésar ciamà tò fiöl; tòm cóme ón di tò servitùr".

E al s'è tòlt sü e l'è andà vèrs sò pàdar. Quand l'éra ancùra luntàn sò pàdar al l'ha vist, al s'è mòs a cumpasión e, curèndagh incùntra, al s'è bütà e l'ha bazà.

E 'l fiöl al g'ha dit: "Papà, hò ofés al Signùr e tì. Zà 'n són piü dégn d'ésar ciamà tò fiöl".

Ma 'l pàdar l'ha dit ai sò servitùr: "Prest, purtègh chì la piü bèla vèsta e vestìl, metìgh l'anèl al dit e le scàrpe ai pè;

e menè chì ón vdèl ingrasà, masèl e magnémal e stém alégar;

parchè 'stu mè fiöl l'éra mòrt e l'è resüsità, l'éra pèrs e l'è stà truà!" e i s'è mìs a magnàr.

Intànt sò fiöl piü vècc e, quand l'è turnà e l'è stà darént a càza, l'ha sentì ch'i sunàva e i cantàva.

E l'ha ciamà 'n servitùr e 'l g'ha dmandà cus'éra cla ròba.

E quèst al g'ha dit: "È rivà tò fradèl e tò pàdar l'ha masà 'n vdèl gras, parchè l'è turnà san e salv".

L'è andà sübit in còlera e no 'l voléva 'ndàr déntar; sò pàdar dùnca l'è gnü e l'ha cuminsià a pregàral.

Ma quèl, rispundèndagh, l'ha dit a sò pàdar: "Ècu, tanti an che 't sèrvi, e an hò mài trascürà i tò órdin, e 'n at m'hè mài dà ón cavrét da magnàr cói mè amìgh;

Ma, sübit rivà 'stu tò fiöl, che l'ha strüsià tüt al sò cun dle sgualdrìne, at g'hè fat cupàr ón vdèl ingrasà".

Ma quèl al g'ha dit: "Fiöl, tì 't sè sémpar cun mì, e tüt al mè l'è tò;

Ma l'éra bén giüst magnàr e star alégar, parchè 'stu tò fradèl l'éra mòrt e l'è resüsità, l'éra pèrs e l'è stà truà".

### Un dialogo teatrale
- Padron: Eben, Batista, gh'èt fat, cal t'ho dit?
- Servitor: Siorsì, al staga sicür che mì gh'ho fat cal che hoo pudüü per mustràmegh puntüal. Stamatina, a le ses e ün quart mì a sera zà in viazz, a le set e mezza mì a sera a mità strada, a le ot e trii quart andava dentar in cità, ma pò al gh'ha tant piövüt!
- P: Eh, al solit tì 't saree staa a far al pultron int 'na qual ustaria a sptàrgh a 'n piövess. Par cosa n'èt tölt con tì l'umbrela?
- S: Oh bela, par an purtar con mì cl'imbroj; e pò iersira, quand a son andaa a let, a 'n piöveva miga e, se piöveva, piöveva puchissim; 'sta matina, int l'alba, quanda mì a son levaa sü, l'era seren, e int l'alvaras al sol al s'è nivulaa; a mezza matina a s'è alvaa ün gran vent, ma incambi da serenaras a l'è 'gnüü zò üna tempesta che l'ha dürat mezzura, e pò s'è miss a piövar a secc arvers.

[...]

### Ona novella del Boccasc

#### Dialetto di Mantova
A ì dùnca da savér che ind al tèmp che a Cìpri a gh'éra 'l prim rè, dòp che Gofrè ad Büglión l'avéa ciapà Tèra Sànta, è sücès che üna gran siùra francéza l'è andàda al Sepülcar dal nòstar Siùr, e ind al turnàr indré l'è pasàda par Cìpri,indùa du scavesacòi i 'gh n'ha fat da tüt li sòrti. E lé, daspràda par la sö disgràsia, l'ha pensà d'andàr dal rè a fàras giüstìsia. Ma i g'ha dit ch'la podéva vansà, che al rè l'éra acsì da pòch ch'al n'al s'la toléva gnanch par lü, e ch'al mandàva zò li piü gròsi ingiüri ch'i 'gh fàva, in manéra che tüti i podéva fàrach quèl ch'i voléva. Ascoltànd 'sta siùra 'sti còzi chì, e conoscénd che par lé a n'ach podéva ésar piü rimédi, l'è volüda andàr l'istès dal rè par fàrgan 'na bèla; e pianzénd cóme mài, la g'ha dit: "Cara 'l mè siùr, mé a 'n sòn mìga chì da vü parchè a 'm fèghi qualcòza par mì da quèl ch'a m'è stà fat, ma sulamént sòn gnüda a pregàrav ch'a m'insgnèghi cóma fè a süpürtàr tüti i insült ch'i 'f fa, parchè ànca mì pòsa imparà a süpürtàr i mè, che al sa al Signùr, s'a podès, a v'ià donarìa vontéra, parchè sò che vü a sì brav da pasàrvla vìa".

Al re, santénd 'stu discùrs, al s'è tüt vergugnà e, facéndas spìrit, l'ha cominsià intànt a castigàr bén chi birbùn ch'éva ofés la siùra francéza, e pò dòp l'ha seguità a far giüstìsia par lü, e difèndar l'unùr dla sö curùna, el n'ha lasà pasà piü nisüna.

#### Dialetto di Bozzolo
Dónca av dìghi ch'al témp dal prém rè 'd Cìpri, dòp che Gotifrè 'd Bügliòn l'avè ciapà la Tèra Sànta, è sücès che 'na siùra 'd Guascógna l'è andàda in pelegrinàcc al Sepùlcar e ind al turnà indré l'è pasàda per Cìpri, dùa l'è stàda maltratàda da di balòs. Lé, tüta rabiàda per st'asiòn, e non savènd còza fà, l'ha pensà d'andà dal rè; ma i g'ha dét sübit che 'l sarés témp trat vìa inütilmènt, parchè l'éra 'n òm tant da póch e stras, che nò 'l tolìva al strach d'vendicà gl'insült fat a chiàter, ma gnànca cói fat a lü; tant l'è véra che cói ch'a gh'ìva qualcòs cóntra 'd lü, i sa sfogàva fazèndagh ògni sòrt d'asiòn. Cla siùra che, santènd acsé, l'ìva pèrs ògni sperànsa d'èsar vendicàda, per volés procurà 'na sudisfasiòn in mès al sò dispiazér, l'ha pensà 'd volì dàgh al rè, in bùna manéra, dal bòn d'angót; e, andàndagh pianzulènta davànti, la g'ha dét: "Càra 'l mè siùr, mé végni mìa ché pr'èsar vendicàda di insült ch'i m'ha fat, ma parchè t'am fàghi almèn al piazér d'inseiàm cmüta 't fè a portà tüti cói che, da cól ch'a sènti, i 't fa 'nca a té; parchè, quànd aró savì cmüta 't fè, alùra podró portà con püsè pasiènsa cól ch'i m'ha fat a mé; cla pasiènsa ch'la sa 'l Signór, s'avès da pudì at vorès donà, zà che at sè portàla acsé bén".

Al rè, che fin alùra l'éra stà trascurà e pìgar, cóma s'al s'füdès tüt in 'na vòlta dasmisià, cominciànd di insült fat a 'sta dóna, ch'al g'ha vendicà a sangh, l'è dventà rigorós cóntra tüti cói che dòp i s'è ris'cià da fà qualcòs cóntra l'onór dla sò coróna.

#### Dialetto di Ostiglia
A digh dónca ch'al témp da prim rè 'd Cìpri, dòp che Gofrè 'd Bügliòn l'ha desliberà Gerüzalèm dài Türch, gh'éra 'na siùra ch'l'è 'ndàda par 'n aòt al Sant Sepùlcar e, ind al turnàr, quànd l'è rivàda a Cìpri, da 'nsoquànti da 'sti scavesacòi agh n'è stà dit e fat da tüt li sgnàdi. 'Sta pòvra dòna an s'an pudènd dar pas, la voléva andàr dal re, par fargh insgnàr. Ma i g'ha vulü far crédar ch'l'era fadìga pèrsa: che lü l'éra csì trascüra e csì da póch, che pasiènsia pr'i tórt ch'a 's fàva ai àltar, ma ch'al na s'an toléva gnànca par chi tànti ch'igh fàva a lü, ch'l'éra fin 'na vargógna màrsa, tant che chi gh'éva bìla al s'dasfugàva con di insolènsi a lü. 'Sta dòna, daspràda 'd vendicàras, par fàrsla un póch pasàr, la s'è mìsa in tèsta d'andàr a smüstasàr al rè d'èsar csì mìzar. E, tòltas sü pianzànd, quand la s'è vìsta d'adnans a lü, l'ha tacà a dir: "Al mè siùr, mì an són mìnga gnüda parchè vója giüstìsia, ma par tüt rimédi, av préghi ch'a m'insgnèghi cóma fè vü a mandàr zó tant da ladìn tüti cl'ingròsi che mì a sò ch'iv fa, parchè da vü imparànd ànca mì pòsa con pasiènsia supurtàr l'ingiüria ch'i m'ha fat: che, s'a pudès, al Signùr al la sa quànt vuluntéra v'la donaréa a vü, pòst ch'a fè csì bèl a supurtàli".

Al rè, che infin alùra l'éra stà intrégh e mìzar, a pars cóma ch'al s'dasmisiès e, tacànd da l'ingiüria da 'sta dòna, ch'al l'ha castigàda ma da bòn, l'è dvantà 'l pü sütìl ch'agh sìa mài stà, che guài dòp a tucàral ind l'unùr dla sò curùna.